# The Voice (15.ª temporada)
A décima quinta temporada de The Voice, um talent show norte-americano, estreou no dia 24 de setembro de 2018 na NBC. Jennifer Hudson retornou como técnica após uma temporada ausente, ao lado de Adam Levine, Blake Shelton e Kelly Clarkson.
Pela décima primeira edição consecutiva, o programa foi transmitido no Brasil através do canal por assinatura Sony, tendo seus episódios exibidos uma semana após a transmissão oficial dos Estados Unidos.

## Técnicos e apresentadores
A décima quinta temporada contou com três dos quatro técnicos que participaram da edição anterior: Adam Levine, Blake Shelton e Kelly Clarkson. Jennifer Hudson retorna após uma temporada ausente, substituindo Alicia Keys. Pela primeira vez na história, foi apresentada uma quinta técnica, Kelsea Ballerini, que seleciona participantes que não viraram nenhuma cadeira pra participar do Comeback Stage.

## Episódios

### Episódio 1: The Blind Auditions, parte 1
Legenda
| Ordem | Competidor             | Idade | Cidade Natal                    | Canção                | Escolha dos técnicos e competidores | Escolha dos técnicos e competidores | Escolha dos técnicos e competidores | Escolha dos técnicos e competidores |
| Ordem | Competidor             | Idade | Cidade Natal                    | Canção                | Adam                                | Kelly                               | Jennifer                            | Blake                               |
| ----- | ---------------------- | ----- | ------------------------------- | --------------------- | ----------------------------------- | ----------------------------------- | ----------------------------------- | ----------------------------------- |
| 1     | Sarah Grace            | 15    | Houston, Texas                  | "Ball and Chain"      | —                                   | ✔                                   | ✔                                   | ✔                                   |
| 2     | Tyshawn Colquitt       | 23    | Cincinnati, Ohio                | "Like I Can"          | —                                   | —                                   | ✔                                   | ✔                                   |
| 3     | Tyke James             | 17    | Laie, Havaí                     | "Perfect"             | ✔                                   | —                                   | —                                   | —                                   |
| 4     | Ayanna Joni            | 29    | Yonkers, Nova York              | "Sorry Not Sorry"     | —                                   | —                                   | —                                   | —                                   |
| 5     | Mercedes Ferreira-Dias | 17    | Miami, Flórida                  | "She Used to Be Mine" | —                                   | ✔                                   | —                                   | ✔                                   |
| 6     | RADHA                  | 19    | Jersey City, Nova Jersey        | "Mamma Knows Best"    | ✔                                   | —                                   | ✘                                   | ✔                                   |
| 7     | Kameron Marlowe        | 21    | Kannapolis, Carolina do Norte   | "One Number Away"     | —                                   | ✔                                   | —                                   | ✔                                   |
| 8     | Mikele Buck            | 39    | Big Chimney, Virgínia Ocidental | "She Used to Be Mine" | —                                   | ✔                                   | —                                   | ✔                                   |
| 9     | Sam Hastings           | 23    | Portland, Maine                 | "Angela"              | —                                   | —                                   | —                                   | —                                   |
| 10    | Patrique Fortson       | 38    | Atlanta, Geórgia                | "Get Here"            | ✔                                   | —                                   | ✔                                   | —                                   |
| 11    | Kennedy Holmes         | 13    | St. Louis, Missouri             | "Turning Tables"      | ✔                                   | ✔                                   | ✔                                   | ✔                                   |

### Episódio 2: The Blind Auditions, parte 2
| Ordem | Competidor    | Idade | Cidade Natal         | Canção                             | Escolha dos técnicos e competidores | Escolha dos técnicos e competidores | Escolha dos técnicos e competidores | Escolha dos técnicos e competidores |
| Ordem | Competidor    | Idade | Cidade Natal         | Canção                             | Adam                                | Kelly                               | Jennifer                            | Blake                               |
| ----- | ------------- | ----- | -------------------- | ---------------------------------- | ----------------------------------- | ----------------------------------- | ----------------------------------- | ----------------------------------- |
| 1     | Keith Paluso  | 30    | Memphis, Tennessee   | "Way Down We Go"                   | ✘                                   | —                                   | —                                   | ✔                                   |
| 2     | Claire DeJean | 17    | Dallas, Texas        | "Hurt Somebody"                    | —                                   | ✔                                   | —                                   | ✔                                   |
| 3     | Franc West    | 38    | Atlanta, Geórgia     | "(Sittin' On) The Dock of the Bay" | —                                   | —                                   | ✔                                   | —                                   |
| 4     | Michael Lee   | 30    | Fort Worth, Texas    | "The Thrill Is Gone"               | ✔                                   | —                                   | ✔                                   | ✔                                   |
| 5     | Ele Ivory     | 20    | Nashville, Tennessee | "Jump"                             | —                                   | —                                   | —                                   | —                                   |
| 6     | DeAndre Nico  | 22    | Port Arthur, Texas   | "When I Was Your Man"              | ✔                                   | ✔                                   | ✔                                   | ✔                                   |

### Episódio 3: The Blind Auditions, parte 3
| Ordem | Competidor         | Idade | Cidade Natal                 | Canção                               | Escolha dos técnicos e competidores | Escolha dos técnicos e competidores | Escolha dos técnicos e competidores | Escolha dos técnicos e competidores |
| Ordem | Competidor         | Idade | Cidade Natal                 | Canção                               | Adam                                | Kelly                               | Jennifer                            | Blake                               |
| ----- | ------------------ | ----- | ---------------------------- | ------------------------------------ | ----------------------------------- | ----------------------------------- | ----------------------------------- | ----------------------------------- |
| 1     | Dave Fenley        | 39    | Nashville, Tennessee         | "Help Me Hold On"                    | —                                   | ✔                                   | —                                   | ✔                                   |
| 2     | Steve Memmolo      | 35    | Boston, Massachusetts        | "Spooky"                             | ✔                                   | —                                   | ✔                                   | —                                   |
| 3     | Audri Bartholomew  | 19    | St. Louis, Missouri          | "Never Enough"                       | —                                   | —                                   | ✔                                   | —                                   |
| 4     | Rachel Messer      | 19    | Fort Gay, Virgínia Ocidental | "I Want to Be a Cowboy's Sweetheart" | —                                   | ✔                                   | —                                   | ✔                                   |
| 5     | Brent Morgan       | 30    | Madison, Alabama             | "Feel It Still"                      | —                                   | —                                   | —                                   | —                                   |
| 6     | Chevel Shepherd    | 16    | Farmington, Novo México      | "If I Die Young"                     | —                                   | ✔                                   | ✔                                   | ✔                                   |
| 7     | Bryan Cherry       | 28    | Woodbridge, Virgínia         | "Nothing Can Change This Love"       | —                                   | —                                   | —                                   | —                                   |
| 8     | Delaney Silvernell | 21    | Los Angeles, Califórnia      | "In My Blood"                        | —                                   | ✔                                   | —                                   | —                                   |
| 9     | Anthony Arya       | 15    | Santa Cruz, Califórnia       | "Danny's Song"                       | ✔                                   | —                                   | —                                   | —                                   |
| 10    | Natasia Greycloud  | 29    | Nashville, Tennessee         | "I'm Not the Only One"               | —                                   | ✔                                   | ✔                                   | —                                   |
| 11    | Lynnea Moorer      | 18    | Monterey, Califórnia         | "Location"                           | —                                   | —                                   | —                                   | —                                   |
| 12    | Kymberli Joye      | 26    | Windsor, Connecticut         | "Run to You"                         | —                                   | ✔                                   | ✘                                   | ✔                                   |

### Episódio 4: The Blind Auditions, parte 4
| Ordem | Competidor      | Idade | Cidade Natal              | Canção           | Escolha dos técnicos e competidores | Escolha dos técnicos e competidores | Escolha dos técnicos e competidores | Escolha dos técnicos e competidores |
| Ordem | Competidor      | Idade | Cidade Natal              | Canção           | Adam                                | Kelly                               | Jennifer                            | Blake                               |
| ----- | --------------- | ----- | ------------------------- | ---------------- | ----------------------------------- | ----------------------------------- | ----------------------------------- | ----------------------------------- |
| 1     | Reagan Strange  | 14    | Memphis, Tennessee        | "Meant to Be"    | ✔                                   | —                                   | —                                   | ✔                                   |
| 2     | Fousheé         | 29    | Harlem, Nova York         | "Redbone"        | ✔                                   | —                                   | ✔                                   | —                                   |
| 3     | Wyatt Rivers    | 22    | Durham, Carolina do Norte | "River"          | —                                   | —                                   | —                                   | —                                   |
| 4     | Chris Kroeze    | 27    | Barron, Wisconsin         | "Pride and Joy"  | —                                   | —                                   | ✔                                   | ✔                                   |
| 5     | MaKenzie Thomas | 20    | Wallingford, Kentucky     | "Big White Room" | —                                   | —                                   | ✔                                   | —                                   |
| 6     | SandyRedd       | 35    | Chicago, Illinois         | "River"          | ✔                                   | ✔                                   | ✔                                   | ✔                                   |

### Episódio 5: The Blind Auditions, parte 5
| Ordem | Competidor      | Idade | Cidade Natal                        | Canção                            | Escolha dos técnicos e competidores | Escolha dos técnicos e competidores | Escolha dos técnicos e competidores | Escolha dos técnicos e competidores |
| Ordem | Competidor      | Idade | Cidade Natal                        | Canção                            | Adam                                | Kelly                               | Jennifer                            | Blake                               |
| ----- | --------------- | ----- | ----------------------------------- | --------------------------------- | ----------------------------------- | ----------------------------------- | ----------------------------------- | ----------------------------------- |
| 1     | OneUp           | 35-36 | Nova York, Nova York                | "Could It Be I'm Falling In Love" | —                                   | ✔                                   | ✔                                   | ✔                                   |
| 2     | Natalie Brady   | 33    | Nashville, Tennessee                | "Barracuda"                       | ✔                                   | —                                   | ✔                                   | —                                   |
| 3     | Hannah Blaylock | 31    | Nimmons, Arkansas                   | "Baby, Now That I've Found You"   | —                                   | —                                   | —                                   | —                                   |
| 4     | Mike Parker     | 23    | Warrenton, Virgínia                 | "So Sick"                         | —                                   | —                                   | ✔                                   | —                                   |
| 5     | Joey Green      | 35    | Crowley, Texas                      | "Baba O'Riley"                    | —                                   | —                                   | ✔                                   | ✔                                   |
| 6     | Zaxai           | 29    | Delmas, Haiti / Brooklyn, Nova York | "Come and Get Your Love"          | —                                   | ✘                                   | ✔                                   | —                                   |
| 7     | Erika Zade      | 20    | Miami, Flórida                      | "New Rules"                       | —                                   | ✔                                   | —                                   | —                                   |
| 8     | Jarred Matthew  | 31    | Riverside, Califórnia               | "Tired of Being Alone"            | ✔                                   | —                                   | —                                   | ✔                                   |
| 9     | Sam Robbins     | 21    | Portsmouth, Nova Hampshire          | "Time in a Bottle"                | —                                   | —                                   | —                                   | —                                   |
| 10    | Colton Smith    | 21    | Albertville, Alabama                | "Alive"                           | —                                   | —                                   | ✔                                   | —                                   |
| 11    | Kayley Hill     | 28    | Nashville, Tennessee                | "Gold Dust Woman"                 | —                                   | —                                   | —                                   | ✔                                   |
| 12    | Kirk Jay        | 22    | Bay Minette, Alabama                | "Bless the Broken Road"           | ✔                                   | ✔                                   | ✔                                   | ✔                                   |

### Episódio 6: The Blind Auditions, parte 6
| Ordem | Competidor       | Idade | Cidade Natal                             | Canção                     | Escolha dos técnicos e competidores | Escolha dos técnicos e competidores | Escolha dos técnicos e competidores | Escolha dos técnicos e competidores |
| Ordem | Competidor       | Idade | Cidade Natal                             | Canção                     | Adam                                | Kelly                               | Jennifer                            | Blake                               |
| ----- | ---------------- | ----- | ---------------------------------------- | -------------------------- | ----------------------------------- | ----------------------------------- | ----------------------------------- | ----------------------------------- |
| 1     | Caeland Garner   | 31    | Coleridge, Carolina do Norte             | "Dancing in the Moonlight" | —                                   | —                                   | ✔                                   | ✔                                   |
| 2     | Madison Cain     | 24    | Sausalito, Califórnia                    | "You Oughta Know"          | —                                   | —                                   | —                                   | —                                   |
| 3     | Lela             | 15    | Miami, Florida                           | "Havana"                   | —                                   | ✔                                   | ✔                                   | —                                   |
| 4     | Cody Ray Raymond | 27    | Seattle, Washington                      | "Born Under a Bad Sign"    | —                                   | ✔                                   | ✔                                   | —                                   |
| 5     | Jake Wells       | 23    | Kansas City, Missouri                    | "When the Stars Go Blue"   | ✔                                   | —                                   | —                                   | —                                   |
| 6     | Abby Cates       | 17    | Cincinnati, Ohio                         | "Scars to Your Beautiful"  | —                                   | ✔                                   | —                                   | —                                   |
| 7     | Funsho           | 29    | Lagos, Nigéria / Los Angeles, Califórnia | "Finesse"                  | ✔                                   | ✔                                   | ✔                                   | —                                   |

### Episódio 7: The Blind Auditions, parte 7
| Ordem | Competidor   | Idade | Cidade Natal         | Canção                 | Escolha dos técnicos e competidores | Escolha dos técnicos e competidores | Escolha dos técnicos e competidores | Escolha dos técnicos e competidores |
| Ordem | Competidor   | Idade | Cidade Natal         | Canção                 | Adam                                | Kelly                               | Jennifer                            | Blake                               |
| ----- | ------------ | ----- | -------------------- | ---------------------- | ----------------------------------- | ----------------------------------- | ----------------------------------- | ----------------------------------- |
| 1     | Emily Hough  | 16    | Petersburg, Ilinóis  | "Big Yellow Taxi"      | ✔                                   | —                                   | ✔                                   | ✔                                   |
| 2     | Josh Davis   | 20    | Cleveland, Tennessee | "Too Good At Goodbyes" | Time cheio                          | ✔                                   | ✔                                   | —                                   |
| 3     | Lisa Ramey   | 33    | New York, New York   | "Beautiful Trauma"     | Time cheio                          | Time cheio                          | —                                   | —                                   |
| 4     | Katrina Cain | 29    | Denton, Texas        | "Rhiannon"             | Time cheio                          | Time cheio                          | ✔                                   | ✔                                   |
| 5     | Matt Johnson | 26    | Staunton, Virgínia   | Never Too Much"        | Time cheio                          | Time cheio                          | ✔                                   | Time cheio                          |

### Episódios 8 a 11: The Battle Rounds
A fase de batalhas (em inglês, Battle Rounds) começaram em 15 de outubro. Os conselheiros da 15ª temporada incluem: CeeLo Green (técnico original do The Voice) para o Time Adam, Thomas Rhett para o Time Kelly,  Halsey para o Time Jennifer e Keith Urban para o Time Blake.
Os técnicos podem pegar dois artistas perdedores de outros técnicos. Os competidores que vencerem a batalha ou perderam, mas foram pegos por outro técnico avançarão para os Knockouts.
Legenda:
| Episódio | Técnico         | Ordem | Vencedor         | Canção                        | Perdedor               | Resultado do 'Steal' | Resultado do 'Steal' | Resultado do 'Steal' | Resultado do 'Steal' |
| Episódio | Técnico         | Ordem | Vencedor         | Canção                        | Perdedor               | Adam                 | Kelly                | Jennifer             | Blake                |
| -------- | --------------- | ----- | ---------------- | ----------------------------- | ---------------------- | -------------------- | -------------------- | -------------------- | -------------------- |
|          |                 |       |                  |                               |                        |                      |                      |                      |                      |
| 7        | Kelly Clarkson  | 1     | Cody Ray Raymond | "Cry to Me"                   | SandyRedd              | ✔                    | N/A                  | ✔                    | ✔                    |
| 7        | Blake Shelton   | 2     | Michael Lee      | "A Thing Called Love"         | Joey Green             | —                    | —                    | —                    | N/A                  |
| 7        | Jennifer Hudson | 3     | Patrique Fortson | "God Gave Me You"             | Colton Smith           | —                    | —                    | N/A                  | ✔                    |
|          |                 |       |                  |                               |                        |                      |                      |                      |                      |
| 8        | Kelly Clarkson  | 1     | Kymberli Joye    | "Mercy"                       | OneUp                  | —                    | N/A                  | —                    | —                    |
| 8        | Adam Levine     | 2     | Steve Memmolo    | "Amie"                        | Anthony Arya           | N/A                  | —                    | ✔                    | —                    |
| 8        | Adam Levine     | 3     | Tyke James       | "She's Always a Woman"        | Jarred Matthew         | N/A                  | —                    | N/A                  | —                    |
| 8        | Blake Shelton   | 4     | Chris Kroeze     | "Back in the High Life Again" | Mercedes Ferreira-Dias | —                    | —                    | N/A                  | N/A                  |
| 8        | Blake Shelton   | 5     | Katrina Cain     | "Angel"                       | Rachel Messer          | —                    | —                    | N/A                  | N/A                  |
| 8        | Jennifer Hudson | 6     | Mike Parker      | "Gravity"                     | Natasia GreyCloud      | —                    | ✔                    | N/A                  | —                    |
|          |                 |       |                  |                               |                        |                      |                      |                      |                      |
| 9        | Blake Shelton   | 1     | Dave Fenley      | "I'm a One-Woman Man"         | Keith Paluso           | ✔                    | —                    | N/A                  | N/A                  |
| 9        | Adam Levine     | 2     | Reagan Strange   | "Photograph"                  | Emily Hough            | N/A                  | —                    | N/A                  | —                    |
| 9        | Jennifer Hudson | 3     | Franc West       | "Too Close"                   | Matt Johnson           | —                    | —                    | N/A                  | —                    |
| 9        | Kelly Clarkson  | 4     | Abby Cates       | "Love Me Like You Do"         | Delaney Silvernell     | ✔                    | N/A                  | N/A                  | —                    |
| 9        | Adam Levine     | 5     | RADHA            | "Growing Pains"               | Fousheé                | N/A                  | —                    | N/A                  | —                    |
| 9        | Kelly Clarkson  | 6     | Chevel Shepherd  | "You Look So Good in Love"    | Mikele Buck            | N/A                  | N/A                  | N/A                  | —                    |
| 9        | Jennifer Hudson | 7     | MaKenzie Thomas  | "Always Be My Baby"           | Audri Bartholomew      | N/A                  | —                    | N/A                  | —                    |
| 9        | Adam Levine     | 8     | Jake Wells       | "Closing Time"                | Natalie Brady          | N/A                  | —                    | N/A                  | —                    |
| 9        | Jennifer Hudson | 9     | Tyshawn Colquitt | "Love Lies"                   | Zaxai                  | N/A                  | ✔                    | N/A                  | —                    |
|          |                 |       |                  |                               |                        |                      |                      |                      |                      |
| 10       | Kelly Clarkson  | 1     | Sarah Grace      | "No Roots"                    | Erika Zade             | N/A                  | N/A                  | N/A                  | —                    |
| 10       | Blake Shelton   | 2     | Kameron Marlowe  | "Only Wanna Be With You"      | Kayley Hill            | N/A                  | N/A                  | N/A                  | N/A                  |
| 10       | Kelly Clarkson  | 3     | Claire DeJean    | "All This Love"               | Josh Davis             | N/A                  | N/A                  | N/A                  | —                    |
| 10       | Blake Shelton   | 4     | Kirk Jay         | "Let It Rain"                 | Caeland Garner         | N/A                  | N/A                  | N/A                  | N/A                  |
| 10       | Jennifer Hudson | 5     | Kennedy Holmes   | "Battlefield"                 | Lela                   | N/A                  | N/A                  | N/A                  | —                    |
| 10       | Adam Levine     | 6     | DeAndre Nico     | "Can You Stand the Rain"      | Funsho                 | N/A                  | N/A                  | N/A                  | ✔                    |

### Episódios 12 a 14: The Knockouts
Na fase de nocautes (em inglês, Knockouts), cada técnico voltou a ter um 'steal', podendo roubar um participante de outro time para os playoffs ao vivo.Como na temporada anterior, os técnicos também possuem o direito de salvar um artista de seu próprio time, mesmo após ter perdido o nocaute. Mariah Carey participou como mentora única para todas as equipes.
Legenda:
| Episódios | Técnicos        | Ordem | Canção                         | Competidores     | Competidores       | Canção                                   | Resultado do 'Steal/Save' | Resultado do 'Steal/Save' | Resultado do 'Steal/Save' | Resultado do 'Steal/Save' |
| Episódios | Técnicos        | Ordem | Canção                         | Vencedor         | Perdedor           | Canção                                   | Adam                      | Kelly                     | Jennifer                  | Blake                     |
| --------- | --------------- | ----- | ------------------------------ | ---------------- | ------------------ | ---------------------------------------- | ------------------------- | ------------------------- | ------------------------- | ------------------------- |
|           |                 |       |                                |                  |                    |                                          |                           |                           |                           |                           |
| 11        | Adam Levine     | 1     | "Ring Of Fire"                 | Tyke James       | Keith Paluso       | "You Are The Best Thing"                 | ✔                         | ✔                         | —                         | —                         |
| 11        | Kelly Clarkson  | 2     | "The Middle"                   | Kymberli Joye    | Natasia GreyCloud  | "Tennesse Whiskey"                       | —                         | —                         | —                         | ✔                         |
| 11        | Kelly Clarkson  | 2     | "Cruisin’"                     | Zaxai            | Natasia GreyCloud  | "Tennesse Whiskey"                       | —                         | —                         | —                         | ✔                         |
| 11        | Jennifer Hudson | 3     | "How Deep Is Your Love"        | MaKenzie Thomas  | Mike Parker        | "Breakeven"                              | —                         | N/A                       | —                         | N/A                       |
| 11        | Adam Levine     | 4     | "Dancing On My Own"            | Reagan Strange   | RADHA              | "I'll Be There"                          | ✔                         | N/A                       | —                         | N/A                       |
| 11        | Blake Shelton   | 5     | "Earned It"                    | Funsho           | Katrina Cain       | "Don't Let Me Down"                      | —                         | N/A                       | —                         | —                         |
| 11        | Jennifer Hudson | 6     | "I Don't Want to Miss a Thing" | Patrique Fortson | SandyRedd          | "Dangerous Woman"                        | —                         | N/A                       | ✔                         | N/A                       |
|           |                 |       |                                |                  |                    |                                          |                           |                           |                           |                           |
| 12        | Jennifer Hudson | 1     | "Call Out My Name"             | Franc West       | Tyshawn Colquitt   | "PILLOWTALK"                             | —                         | N/A                       | N/A                       | N/A                       |
| 12        | Kelly Clarkson  | 2     | "Because of You "              | Abby Cates       | Claire DeJean      | "There's Nothing Holdin' Me Back"        | —                         | —                         | —                         | N/A                       |
| 12        | Blake Shelton   | 3     | "Stuck On You"                 | Dave Fenley      | Kameron Marlowe    | "I Shot the Sheriff"                     | ✔                         | N/A                       | —                         | —                         |
|           |                 |       |                                |                  |                    |                                          |                           |                           |                           |                           |
| 13        | Kelly Clarkson  | 1     | "Travelin' Soldier"            | Chevel Shepherd  | Sarah Grace        | "I'd Rather Go Blind"                    | N/A                       | ✔                         | —                         | N/A                       |
| 13        | Adam Levine     | 2     | "Wanted"                       | DeAndre Nico     | Jake Wells         | "Yellow"                                 | N/A                       | N/A                       | —                         | N/A                       |
| 13        | Jennifer Hudson | 3     | "What About Us"                | Kennedy Holmes   | Anthony Arya       | "Operator (That's Not the Way It Feels)" | N/A                       | N/A                       | N/A                       | N/A                       |
| 13        | Blake Shelton   | 4     | "In Case You Didn't Know"      | Kirk Jay         | Colton Smith       | "Lady Marmalade"                         | N/A                       | N/A                       | ✔                         | —                         |
| 13        | Adam Levine     | 5     | "Unaware"                      | Steve Memmolo    | Delaney Silvernell | "Praying"                                | N/A                       | N/A                       | N/A                       | N/A                       |
| 13        | Blake Shelton   | 6     | "Whipping Post"                | Michael Lee      | Chris Kroeze       | "Burning House"                          | N/A                       | N/A                       | N/A                       | ✔                         |

### Episódio 15: The Road to the Live Shows
O décimo quinto episódio da temporada recapitulou a jornada dos 24 artistas que avançaram para os playoffs ao vivo, mostrando como eles chegaram à fase final da competição, além de imagens inéditas dos bastidores.

### Episódios 16 e 17: Playoffs ao vivo
Passada a fase dos Knockouts, o programa entra em sua fase ao vivo (para os Estados Unidos). Durante os "Playoffs ao vivo", os seis membros restantes de cada equipe encararam pela primeira vez o voto do público para avançar à fase seguinte: os dois mais votados de cada time avançaram direto, enquanto os quatro menos votados aguardaram a decisão do técnico, que só pôde salvar um deles. 
A transmissão da noite de segunda-feira contou com todas as equipes e a transmissão da terça à noite contou com os resultados, juntamente com o matchup final do The Comeback Stage. 
Legenda:
| Episódio                       | Técnico          | Ordem | Competidor        | Canção                                      | Resultado             |
| ------------------------------ | ---------------- | ----- | ----------------- | ------------------------------------------- | --------------------- |
| 16                             | Blake Shelton    | 1     | Michael Lee       | "Everytime I Roll the Dice"                 | Eliminado             |
| 16                             | Blake Shelton    | 2     | Dave Fenley       | "Angel Flying Too Close to the Ground"      | Escolha de Blake      |
| 16                             | Blake Shelton    | 3     | Natasia GreyCloud | "God Is a Woman"                            | Eliminada             |
| 16                             | Blake Shelton    | 4     | Chris Kroeze      | "Have You Ever Seen the Rain?"              | Voto do público       |
| 16                             | Blake Shelton    | 5     | Funsho            | "How Long"                                  | Eliminado             |
| 16                             | Blake Shelton    | 6     | Kirk Jay          | "One More Day"                              | Voto do público       |
| 16                             | Kelly Clarkson   | 7     | Abby Cates        | "Next to Me"                                | Eliminada             |
| 16                             | Kelly Clarkson   | 8     | Keith Paluso      | "Someone Like You"                          | Eliminado             |
| 16                             | Kelly Clarkson   | 9     | Sarah Grace       | "When Something Is Wrong With My Baby"      | Voto do público       |
| 16                             | Kelly Clarkson   | 10    | Zaxai             | "When I Need You"                           | Eliminado             |
| 16                             | Kelly Clarkson   | 11    | Chevel Shepherd   | "Grandpa (Tell Me 'Bout the Good Ol' Days)" | Voto do público       |
| 16                             | Kelly Clarkson   | 12    | Kymberli Joye     | "Radioactive"                               | Escolha de Kelly      |
| 16                             | Adam Levine      | 13    | Steve Memmolo     | "More Today Than Yesterday"                 | Eliminado             |
| 16                             | Adam Levine      | 14    | DeAndre Nico      | "Ordinary People"                           | Voto do público       |
| 16                             | Adam Levine      | 15    | RADHA             | "Dusk Till Dawn"                            | Eliminada             |
| 16                             | Adam Levine      | 16    | Kameron Marlowe   | "I Ain't Living Long Like This"             | Eliminado             |
| 16                             | Adam Levine      | 17    | Tyke James        | "Use Somebody"                              | Escolha do Adam       |
| 16                             | Adam Levine      | 18    | Reagan Strange    | "Worth It"                                  | Voto do público       |
| 16                             | Jennifer Hudson  | 19    | Patrique Fortson  | "Ain't Nobody"                              | Eliminado             |
| 16                             | Jennifer Hudson  | 20    | MaKenzie Thomas   | "I Believe in You and Me"                   | Voto do público       |
| 16                             | Jennifer Hudson  | 21    | Franc West        | "Apologize"                                 | Eliminado             |
| 16                             | Jennifer Hudson  | 22    | SandyRedd         | "No More Drama"                             | Escolha de Jennifer   |
| 16                             | Jennifer Hudson  | 23    | Colton Smith      | "Scared to be Lonely"                       | Eliminado             |
| 16                             | Jennifer Hudson  | 24    | Kennedy Holmes    | "Halo"                                      | Voto do público       |
|                                |                  |       |                   |                                             |                       |
| Performances do Comeback Stage |                  |       |                   |                                             |                       |
| 17                             | Kelsea Ballerini | 1     | Ayanna Joni       | "No Tears Left to Cry"                      | Eliminada             |
| 17                             | Kelsea Ballerini | 2     | Lynnea Moorer     | "Boo'd Up"                                  | Escolheu o Team Kelly |

| Ordem | Artista         | Canção    |
| ----- | --------------- | --------- |
| 17.1  | Kane Brown      | "Lose It" |
| 17.2  | Backstreet Boys | "Chances" |

### Episódios 18 e 19: Shows ao vivo - Top 13
Os 13 finalistas da décima quinta edição do The Voice entram na fase ao vivo em um sistema de eliminação semanal, no qual os competidores cantam na segunda-feira e têm o resultado na terça-feira, de acordo com a transmissão norte-americana (no Brasil, os episódios inéditos são transmitidos na quarta e na quinta-feira pelo canal Sony).
Mais uma vez, houve a "salvação instantânea" (em inglês, Instant Save), na qual os usuários do Twitter salvam dois dentre os três participantes menos votados em um intervalo de cinco minutos.
Legenda:
| Episódio      | Técnico         | Ordem | Competidor      | Canção                                     | Resultado       |
| ------------- | --------------- | ----- | --------------- | ------------------------------------------ | --------------- |
| 18            | Blake Shelton   | 1     | Chris Kroeze    | "Let It Be"                                | Voto do público |
| 18            | Adam Levine     | 2     | Tyke James      | "(Everything I Do) I Do It For You"        | Bottom 3        |
| 18            | Adam Levine     | 3     | DeAndre Nico    | "I Can Only Imagine"                       | Voto do público |
| 18            | Kelly Clarkson  | 4     | Kymberli Joye   | "Diamonds"                                 | Voto do público |
| 18            | Jennifer Hudson | 5     | Kennedy Holmes  | "Wind Beneath My Wings"                    | Voto do público |
| 18            | Jennifer Hudson | 6     | SandyRedd       | "It's So Hard to Say Goodbye to Yesterday" | Bottom 3        |
| 18            | Kelly Clarkson  | 7     | Chevel Shepherd | "Little White Church"                      | Voto do público |
| 18            | Jennifer Hudson | 8     | MaKenzie Thomas | "I Am Changing"                            | Voto do público |
| 18            | Kelly Clarkson  | 9     | Sarah Grace     | "Goodbye Yellow Brick Road"                | Voto do público |
| 18            | Blake Shelton   | 10    | Dave Fenley     | "Hard to Love"                             | Voto do público |
| 18            | Kelly Clarkson  | 11    | Lynnea Moorer   | "Wolves"                                   | Bottom 3        |
| 18            | Blake Shelton   | 12    | Kirk Jay        | "I'm Already There"                        | Voto do público |
| 18            | Adam Levine     | 13    | Reagan Strange  | "You Say"                                  | Voto do público |
|               |                 |       |                 |                                            |                 |
| Última chance |                 |       |                 |                                            |                 |
| 19            | Jennifer Hudson | 1     | SandyRedd       | "Believer"                                 | Eliminada       |
| 19            | Adam Levine     | 2     | Tyke James      | "Home"                                     | Eliminado       |
| 19            | Kelly Clarkson  | 3     | Lynnea Moorer   | "If I Ain't Got You"                       | Instant Save    |

| Ordem | Artistas                                                       | Canção                   |
| ----- | -------------------------------------------------------------- | ------------------------ |
| 19.1  | Adam Levine e sua equipe (Tyke, DeAndre e Reagan)              | "Rhiannon"               |
| 19.2  | Brynn Cartelli                                                 | "Walk My Way"            |
| 19.3  | Kelly Clarkson e sua equipe (Sarah, Kymberli, Lynnea e Chevel) | "I Will Always Love You" |

### Episódios 20 e 21: Shows ao vivo - Top 11
| Episódio      | Técnico         | Ordem | Competidor      | Canção                  | Resultado       |
| ------------- | --------------- | ----- | --------------- | ----------------------- | --------------- |
| 20            | Blake Shelton   | 1     | Dave Fenley     | "Use Me"                | Voto do público |
| 20            | Kelly Clarkson  | 2     | Chevel Shepherd | "Space Cowboy"          | Voto do público |
| 20            | Adam Levine     | 3     | Reagan Strange  | "Complicated"           | Voto do público |
| 20            | Kelly Clarkson  | 4     | Kymberli Joye   | "Break Every Chain"     | Voto do público |
| 20            | Blake Shelton   | 5     | Kirk Jay        | "Body Like a Back Road" | Voto do público |
| 20            | Blake Shelton   | 6     | Chris Kroeze    | "Long Train Runnin'"    | Voto do público |
| 20            | Kelly Clarkson  | 7     | Lynnea Moorer   | "Consequences"          | Bottom 2        |
| 20            | Jennifer Hudson | 8     | MaKenzie Thomas | "Emotion"               | Voto do público |
| 20            | Kelly Clarkson  | 9     | Sarah Grace     | "Dog Days Are Over"     | Voto do público |
| 20            | Adam Levine     | 10    | DeAndre Nico    | "Cry For You"           | Bottom 2        |
| 20            | Jennifer Hudson | 11    | Kennedy Holmes  | "Greatest Love of All"  | Voto do público |
|               |                 |       |                 |                         |                 |
| Última chance |                 |       |                 |                         |                 |
| 21            | Kelly Clarkson  | 1     | Lynnea Moorer   | "Tattoed Heart"         | Eliminada       |
| 21            | Adam Levine     | 2     | DeAndre Nico    | "Take Me to the King"   | Instant Save    |

| Ordem | Artistas                                            | Canção              |
| ----- | --------------------------------------------------- | ------------------- |
| 21.1  | Blake Shelton e sua equipe (Dave, Kirk and Chris)   | "Dixieland Delight" |
| 21.2  | Kelsea Ballerini                                    | "Miss Me More"      |
| 21.3  | Jennifer Hudson e sua equipe (Kennedy and MaKenzie) | "The Rose"          |

### Episódios 22 e 23: Shows ao vivo - Top 10
| Episódio      | Técnico         | Ordem | Competidor      | Canção                         | Resultado       |
| ------------- | --------------- | ----- | --------------- | ------------------------------ | --------------- |
| 22            | Jennifer Hudson | 1     | Kennedy Holmes  | "Me Too"                       | Voto do público |
| 22            | Adam Levine     | 2     | Reagan Strange  | "Cry"                          | Bottom 3        |
| 22            | Kelly Clarkson  | 3     | Sarah Grace     | "Amazing Grace"                | Voto do público |
| 22            | Kelly Clarkson  | 4     | Kymberli Joye   | "Oceans (Where Feet May Fail)" | Voto do público |
| 22            | Blake Shelton   | 5     | Chris Kroeze    | "Callin' Baton Rouge"          | Voto do público |
| 22            | Blake Shelton   | 6     | Dave Fenley     | "When You Say Nothing At All"  | Bottom 3        |
| 22            | Adam Levine     | 7     | DeAndre Nico    | "That's What I Like"           | Bottom 3        |
| 22            | Kelly Clarkson  | 8     | Chevel Shepherd | "You're Lookin' At Country"    | Voto do público |
| 22            | Blake Shelton   | 9     | Kirk Jay        | "Tomorrow"                     | Voto do público |
| 22            | Jennifer Hudson | 10    | MaKenzie Thomas | "Because You Loved Me"         | Voto do público |
|               |                 |       |                 |                                |                 |
| Última chance |                 |       |                 |                                |                 |
| 23            | Adam Levine     | N/A   | Reagan Strange  | —                              | Instant Save    |
| 23            | Blake Shelton   | 1     | Dave Fenley     | "Amazed"                       | Eliminado       |
| 23            | Adam Levine     | 2     | DeAndre Nico    | "All of Me"                    | Eliminado       |

| Ordem | Artistas                       | Canção              |
| ----- | ------------------------------ | ------------------- |
| 22.1  | Blake Shelton                  | "Turnin' Me On"     |
| 23.1  | Anne-Marie & James Arthur      | "Rewrite the Stars" |
| 23.2  | Kelly Clarkson                 | "Heat"              |
| 23.3  | Gwen Stefani feat. Mon Laferte | "Feliz Navidad"     |

### Episódios 24 e 25: Semifinal ao vivo
| Técnico       | Ordem           | Competidor | Canção          | Resultado              | Results         |
| ------------- | --------------- | ---------- | --------------- | ---------------------- | --------------- |
| 24            | Kelly Clarkson  | 1          | Sarah Grace     | "Sign of the Times"    | Eliminada       |
| 24            | Jennifer Hudson | 2          | MaKenzie Thomas | "Vision of Love"       | Middle Three    |
| 24            | Kelly Clarkson  | 3          | Kymberli Joye   | "Never Alone"          | Eliminada       |
| 24            | Blake Shelton   | 4          | Chris Kroeze    | "Can't You See"        | Voto do público |
| 24            | Jennifer Hudson | 5          | Kennedy Holmes  | "This Is Me"           | Middle Three    |
| 24            | Adam Levine     | 6          | Reagan Strange  | "You Are the Reason"   | Middle Three    |
| 24            | Kelly Clarkson  | 7          | Chevel Shepherd | "Blue"                 | Voto do público |
| 24            | Blake Shelton   | 8          | Kirk Jay        | "I Swear"              | Voto do público |
|               |                 |            |                 |                        |                 |
| Última chance |                 |            |                 |                        |                 |
| 25            | Jennifer Hudson | 1          | MaKenzie Thomas | "Up to the Mountain"   | Eliminada       |
| 25            | Adam Levine     | 2          | Reagan Strange  | "Wherever Will You Go" | Eliminada       |
| 25            | Jennifer Hudson | 3          | Kennedy Holmes  | "How Do I Live"        | Instant Save    |

| Ordem | Artistas                        | Canção                                         |
| ----- | ------------------------------- | ---------------------------------------------- |
| 24.1  | Jennifer Hudson                 | "Round and Round"                              |
| 24.2  | Kennedy Holmes & Reagan Strange | "Happy"/"Tightrope"                            |
| 24.3  | Kymberli Joye & MaKenzie Thomas | "Best of My Love"/"Got to Be Real"             |
| 24.4  | Sarah Grace & Chris Kroeze      | "Jumpin' Jack Flash"/"Chain of Fools"          |
| 24.5  | Kirk Jay & Chevel Shepherd      | "She's Country"/"Country Must Be Country Wide" |
| 25.1  | Michael Bublé                   | "Where or When"                                |
| 25.2  | Hailee Steinfeld                | "Back to Life"                                 |
| 25.3  | Jennifer Hudson                 | "I'll Fight"                                   |

### Episódios 26 e 27: Final ao vivo - Top 4
| Técnico         | Competidor      | Ordem | Canção Solo              | Ordem | Canção do Dueto                                            | Ordem | Canção Original | Resultado |
| --------------- | --------------- | ----- | ------------------------ | ----- | ---------------------------------------------------------- | ----- | --------------- | --------- |
| Blake Shelton   | Chris Kroeze    | 1     | "Sweet Home Alabama"     | 9     | "Two More Bottles of Wine" (com Blake Shelton)             | 7     | "Human"         | 2º lugar  |
| Kelly Clarkson  | Chevel Shepherd | 2     | "It's a Little Too Late" | 8     | "Rockin' with the Rhythm of the Rain" (com Kelly Clarkson) | 11    | "Broken Hearts" | Vencedora |
| Blake Shelton   | Kirk Jay        | 10    | "I Won't Let Go""        | 5     | "You Look So Good in Love" (com Blake Shelton)             | 3     | "Defenseless"   | 3° lugar  |
| Jennifer Hudson | Kennedy Holmes  | 4     | "Confident"              | 6     | "Home" (com Jennifer Hudson)                               | 12    | "Love Is Free"  | 4º lugar  |

| Ordem | Artistas                                                        | Canção                                   |
| ----- | --------------------------------------------------------------- | ---------------------------------------- |
| 27.1  | Kelly Rowland & Kennedy Holmes                                  | "When Love Takes Over"                   |
| 27.2  | Marshmello & Bastille                                           | "Happier"                                |
| 27.3  | Rascal Flatts & Kirk Jay                                        | "Back To Life"                           |
| 27.4  | DeAndre Nico, Kymberli Joye, MaKenzie Thomas & Patrique Fortson | "Declaration (This Is It)"               |
| 27.5  | Doobie Brothers & Chris Kroeze                                  | "Long Train Runnin'"                     |
| 27.6  | Brynn Cartelli                                                  | "Last Night's Mascara"                   |
| 27.7  | Panic! at the Disco                                             | "Hey Look Ma, I Made It" & "High Hopes"  |
| 27.8  | Abby Cates, Reagan Strange & Sarah Grace                        | "Million Reasons"                        |
| 27.9  | John Legend & Esperanza Spalding                                | "Have Yourself a Merry Little Christmas" |
| 27.10 | Jennifer Hudson & Kelly Clarkson                                | "O Holy Night"                           |
| 27.11 | Dan + Shay & Chevel Shepherd                                    | "Speechless"                             |
| 27.12 | Dierks Bentley                                                  | "Burning Man"                            |
| 27.13 | Halsey                                                          | "Without Me"                             |

## The Comeback Stage
Para esta temporada, o programa adicionou uma nova fase de competição chamada The Comeback Stage, exclusiva do aplicativo móvel e do canal no Youtube do programa. Depois de um artista não conseguir virar uma cadeira nas audições às cegas, os artistas tiveram a chance de serem selecionados pela quinta técnica Kelsea Ballerini para se tornarem membros de sua equipe de seis pessoas. The Comeback Stage consiste em três rodadas. No primeiro, é a rodada de batalha. Os artistas seriam emparelhados e receberiam uma música solo para se apresentarem para Kelsea (semelhante à Knockouts). No segundo, os três artistas restantes receberam outra música para cantar, com dois deles avançando para a fase final. O terceiro e último estágio é executado em conjunto com os Playoffs ao Vivo. Os dois artistas restantes se apresentam ao vivo para os votos da América no primeiro Instant Save da temporada do Twitter, com o vencedor oficialmente se juntando a uma das quatro principais equipes de sua escolha como parte do Top 13.

### Battle Rounds
Legenda
| Episódio (Digital) | Técnico          | Canção            | Competidores  | Competidores | Canção                   |
| Episódio (Digital) | Técnico          | Canção            | Vencedor      | Perdedor     | Canção                   |
| ------------------ | ---------------- | ----------------- | ------------- | ------------ | ------------------------ |
| 7                  | Kelsea Ballerini | "Dangerous Woman" | Ayanna Joni   | Madison Cain | "You and I"              |
| 9                  | Kelsea Ballerini | "One Call Away"   | Wyatt Rivers  | Sam Robbins  | "Ain't Too Proud To Beg" |
| 11                 | Kelsea Ballerini | "My My My!"       | Lynnea Moorer | Ele Ivory    | "Back To You"            |

### The Knockouts
| Episódio (Digital) | Técnico          | Canção                 | Competidores  | Competidores | Canção                               |
| Episódio (Digital) | Técnico          | Canção                 | Vencedor      | Perdedor     | Canção                               |
| ------------------ | ---------------- | ---------------------- | ------------- | ------------ | ------------------------------------ |
| 13                 | Kelsea Ballerini | "I Put a Spell on You" | Ayanna Joni   | Wyatt Rivers | "How Sweet It Is to Be Loved by You" |
| 13                 | Kelsea Ballerini | "In My Blood"          | Lynnea Moorer | Wyatt Rivers | "How Sweet It Is to Be Loved by You" |

### Live Playoffs
| Episódio | Técnico          | Canção     | Competidores  | Competidores | Canção                 |
| Episódio | Técnico          | Canção     | Vencedor      | Perdedor     | Canção                 |
| -------- | ---------------- | ---------- | ------------- | ------------ | ---------------------- |
| 17       | Kelsea Ballerini | "Boo'd Up" | Lynnea Moorer | Ayanna Joni  | "No Tears Left to Cry" |

## Times
Legenda
     Vencedor(a)
     Vice
     Terceiro colocado
     Quarto colocado
     Eliminado(a) nas apresentações ao vivo
     Se juntou a outro time
     Eliminado(a) nos playoffs ao vivo
     Artista pego por outro técnico nos Knockouts (nome riscado)
     Eliminado(a) nos Knockouts
     Artista pego por outro técnico na Battle Rounds (nome riscado)
     Eliminado(a) na Battle Rounds
     Artista desistiu da competição
| Técnicos | Artistas               | Artistas         | Artistas         | Artistas           | Artistas          | Artistas |
| --- | ---------------------- | ---------------- | ---------------- | ------------------ | ----------------- | -------- |
| Adam Levine |                        |                  |                  |                    |                   |          |
| Reagan Strange | DeAndre Nico           | Tyke James       | Kameron Marlowe  | RADHA              | Steve Memmolo     |          |
| Keith Paluso | Delaney Silvernell     | Jake Wells       | Anthony Arya     | Funsho             | Emily Hough       |          |
| Fousheé | Jarred Matthew         | Natalie Brady    |                  |                    |                   |          |
| Kelly Clarkson |                        |                  |                  |                    |                   |          |
| Chevel Shepherd | Kymberli Joye          | Sarah Grace      | Lynnea Moorer    | Abby Cates         | Keith Paluso      |          |
| Zaxai | Natasia GreyCloud      | Claire DeJean    | Cody Ray Raymond | Delaney Silvernell | SandyRedd         |          |
| Erika Zade | Josh Davis             | Mikele Buck      | OneUp            |                    |                   |          |
| Jennifer Hudson |                        |                  |                  |                    |                   |          |
| Kennedy Holmes | MaKenzie Thomas        | SandyRedd        | Colton Smith     | Franc West         | Patrique Fortson  |          |
| Anthony Arya | Mike Parker            | Tyshawn Colquitt | Colton Smith     | Natasia GreyCloud  | Zaxai             |          |
| Lela | Audri Bartholomew      | Matt Johnson     |                  |                    |                   |          |
| Blake Shelton |                        |                  |                  |                    |                   |          |
| Chris Kroeze | Kirk Jay               | Dave Fenley      | Funsho           | Michael Lee        | Natasia GreyCloud |          |
| Colton Smith | Kameron Marlowe        | Katrina Cain     | Keith Paluso     | Caeland Garner     | Joey Green        |          |
| Kayley Hill | Mercedes Ferreira-Dias | Rachel Messer    |                  |                    |                   |          |
| Kelsea Ballerini |                        |                  |                  |                    |                   |          |
| Lynnea Moorer | Ayanna Joni            | Wyatt Rivers     | Ele Ivory        | Madison Cain       | Sam Robbins       |          |
| Participantes em itálico iniciaram a disputa em um time, mas foram pegos por outro técnico na fase das batalhas ou knockouts. Participantes Participantes sublinhados foram salvos pelo seu técnico na faze dos Knockouts e avançaram para os Playoffs ao vivo. Participantes em negrito foram salvos pelo "The Comeback Stage" e se juntaram a outro time. |                        |                  |                  |                    |                   |          |